# 種橋牧夫
種橋 牧夫（たねはし まきお、1957年3月13日 - ）は、日本の実業家。みずほ銀行代表取締役副頭取等を経て、東京建物代表取締役会長、不動産協会副理事長、首都圏不動産公正取引協議会会長。

## 人物・経歴
福島県出身。1979年東北大学経済学部卒業、富士銀行（現みずほ銀行）入行。2003年みずほ銀行高田馬場駅前支店長。2005年みずほ銀行新宿新都心支店長。2006年みずほコーポレート銀行執行役員業務監査部長兼内部監査統括役員付コーポレートオフィサー兼ヒューマンリソースマネジメント部審議役。2008年みずほコーポレート銀行常務執行役員営業担当役員。2009年みずほ銀行常務執行役員審査部門担当。2011年みずほ銀行代表取締役副頭取支店部担当。2012年みずほ銀行代表取締役副頭取執行役員営業店業務部門長。
2013年東京建物不動産販売代表取締役社長。2015年東京建物専務執行役員アセットサービス事業本部長兼海外事業本部長。2016年東京建物取締役専務執行役員アセットサービス事業本部長兼海外事業本部長。
2017年から東京建物代表取締役会長及び東京建物不動産販売取締役会長を務め、2018年第2四半期には大幅な増収増益を実現した。2020年首都圏不動産公正取引協議会会長、東京建物不動産販売取締役。この間、不動産協会副理事長、不動産証券化協会理事、ロングライフビル推進協会理事、日本橋地域ルネッサンス100年計画委員会理事、日本ビルヂング協会連合会副会長、東京ビルヂング協会副会長等も歴任。